# Smerinthulus diehli
Smerinthulus diehli là một loài bướm đêm thuộc họ Sphingidae. Nó được tìm thấy ở Thái Lan, Malaysia và Indonesia (Sumatra và Borneo).
Nó giống với Degmaptera olivacea nhưng cánh dưới hồng hơi và các dải trắng mác trên cánh trước.